# 天主教奎隆教区
天主教奎隆教區 （拉丁語：Dioecesis Quilonensis）是羅馬天主教的一個教區，位於印度喀拉拉邦南部，受特里凡得琅總教區管轄。

## 歷史
教區第一次成立於1329年8月7日，屬蘇丹尼耶總教區。後來被併入果亞教區。目前的教區的前身是1853年成立的宗座代牧區，1886年9月1日升為教區。

## 現況
2010年有教友48,501名，佔轄區總人口百分之0.9。由129名司鐸名管理七十八個堂區。現任教區主教為斯德望．阿蒂波齊伊爾。